# IC 293
IC 293 — галактика типу E-S0 (еліптична спіральна галактика) у сузір'ї Персей.
Цей об'єкт міститься в оригінальній редакції індексного каталогу.